# Nekrolog 1496
Nekrolog
◄◄
| ◄
| 1492
| 1493
| 1494
| 1495
| 1496 | 1497 | 1498 | 1499 | 1500 | ► | ►►
Weitere Ereignisse | Allgemeiner Nekrolog 1496
Die Beschreibung der verstorbenen Person sollte so kurz wie möglich gehalten sein und nur deren signifikante Tätigkeit(en) enthalten.
Neue Namen ggf. auch unter dem Geburts- und Sterbedatum, also etwa unter 1. Januar und im Geburts- und Sterbejahr (2024) eintragen (nur bei entsprechender großer Wichtigkeit). Für Beispiele siehe die schon vorhandenen Artikel.
Außerdem über die fünf zuletzt Verstorbenen, zu denen es einen ausreichend guten Artikel für eine Präsentation auf der Hauptseite gibt, nach der todesbedingten Überarbeitung der Artikel ggf. auch unter Wikipedia Diskussion:Hauptseite informieren und sie am besten auch in den anderen Wikipedia-Sprachversionen eintragen. Tipp: Regelmäßig bei news.google.de nach „ist tot“, „gestorben“ oder „verstorben“ suchen.
Wenn eine Person gestorben ist, gibt es viele Seiten zu dieser Person in der Wikipedia, die davon auch betroffen sind und entsprechend aktualisiert werden müssen. Beispiele: Namenübersichtsseite, Geburtsjahr, Geburtsort-Seiten und viele mehr.
Wie finde ich die betroffenen Seiten?
Im Suchfeld auf der linken Seite gibt man den Suchbegriff so ein: „Vorname Nachname“. Dann klickt man auf Volltext und alle Seiten mit entsprechendem Suchtext werden aufgerufen. Hier sieht man dann schnell, wo auch das Todesjahr Sinn macht oder sogar ein Teil des Artikels angepasst werden muss. Auch hilft das „Werkzeug“ auf der linken Seite sehr gut, um solche Seiten aufzufinden: „Links auf diese Seite“. Somit ist die Wikipedia wieder aktuell in allen Bereichen! Hinweis: bei Eintragung der Kategorie „Gestorben JAHR“ wird der Missbrauchsfilter 49 ausgelöst, was jedoch nicht schlimm ist. Siehe: Spezial:Missbrauchsfilter/49
Dies ist eine Liste von im Jahr 1496 verstorbenen bekannten Persönlichkeiten. Die Einträge erfolgen innerhalb der einzelnen Daten alphabetisch sortiert. Tiere sind im Nekrolog für Tiere zu finden.

## Januar
| Tag        | Name                    | Beruf, bekannt als                    | Alter | Beleg |
| ---------- | ----------------------- | ------------------------------------- | ----- | ----- |
| 14. Januar | Margaretha von Baden    | Äbtissin von Lichtenthal und Marienau |       |       |
| 16. Januar | Vratislav von Pernstein | mährisch-böhmischer Adliger           |       |       |

## Februar
| Tag         | Name        | Beruf, bekannt als                     | Alter | Beleg |
| ----------- | ----------- | -------------------------------------- | ----- | ----- |
| 24. Februar | Eberhard I. | Graf und später Herzog von Württemberg | 50    |       |

## März
| Tag      | Name             | Beruf, bekannt als                                                 | Alter | Beleg |
| -------- | ---------------- | ------------------------------------------------------------------ | ----- | ----- |
| 4. März  | Siegmund         | Erzherzog von Österreich und Regent von Tirol und Vorderösterreich | 68    |       |
| 12. März | Johannes Heynlin | Theologe                                                           |       |       |
| 18. März | Ulrich Varnbüler | Schweizer Reichsvogt und Bürgermeister                             |       |       |

## April
| Tag       | Name              | Beruf, bekannt als                                                       | Alter | Beleg |
| --------- | ----------------- | ------------------------------------------------------------------------ | ----- | ----- |
| 16. April | David von Burgund | Bischof von Utrecht                                                      |       |       |
| 16. April | Karl II.          | Herzog von Savoyen                                                       | 6     |       |
| 25. April | Thomas Berlower   | Protonotar und Rat, Dompropst zu Konstanz und Wien, Bischof von Konstanz |       |       |

## Juni
| Tag      | Name                      | Beruf, bekannt als      | Alter | Beleg |
| -------- | ------------------------- | ----------------------- | ----- | ----- |
| 17. Juni | Magdalena von Brandenburg | Gräfin von Hohenzollern |       |       |

## Juli
| Tag      | Name               | Beruf, bekannt als    | Alter | Beleg |
| -------- | ------------------ | --------------------- | ----- | ----- |
| 8. Juli  | Benedetto Bonfigli | umbrischer Maler      |       |       |
| 30. Juli | Lucia Ruzzini      | Dogaressa von Venedig |       |       |

## August
| Tag        | Name                       | Beruf, bekannt als                      | Alter | Beleg |
| ---------- | -------------------------- | --------------------------------------- | ----- | ----- |
| 9. August  | Pietro di Francesco Orioli | italienischer Maler                     |       |       |
| 15. August | Isabella von Portugal      | Mutter von Isabella I. der Katholischen |       |       |

## September
| Tag           | Name                    | Beruf, bekannt als | Alter | Beleg |
| ------------- | ----------------------- | --- | ----- | ----- |
| 28. September | Boček IV. von Podiebrad | böhmischer Adliger, ältester Sohn des Königs Georg von Podiebrad, zeitweise Besitzer der Herrschaften Náchod, Litice, Veliš und Jičín | 54    |       |
| September     | Bartholomäus Ghotan     | Buchdrucker in Magdeburg, Lübeck und Stockholm                                                                                        |       |       |

## Oktober
| Tag         | Name                           | Beruf, bekannt als                                     | Alter | Beleg |
| ----------- | ------------------------------ | ------------------------------------------------------ | ----- | ----- |
| 7. Oktober  | Ferdinand II.                  | König von Neapel                                       | 27    |       |
| 15. Oktober | Gilbert de Bourbon-Montpensier | französischer Heerführer, Graf von Bourbon-Montpensier |       |       |

## November
| Tag          | Name                                | Beruf, bekannt als                             | Alter | Beleg |
| ------------ | ----------------------------------- | ---------------------------------------------- | ----- | ----- |
| 1. November  | Filippo Buonaccorsi                 | polnisch-italienischer Humanist und Staatsmann | 59    |       |
| 18. November | Wilhelm von Reichenau               | Fürstbischof von Eichstätt                     |       |       |
| 24. November | John Radcliffe, 9. Baron FitzWalter | englischer Adliger und Politiker               | 45    |       |
| November     | Pietro Damiano                      | italienischer Geistlicher                      |       |       |

## Dezember
| Tag          | Name                            | Beruf, bekannt als                         | Alter | Beleg |
| ------------ | ------------------------------- | ------------------------------------------ | ----- | ----- |
| 24. Dezember | Heinrich XXVII. von Schwarzburg | Erzbischof von Bremen, Bischof von Münster | 56    |       |

## Datum unbekannt
| Tag | Name                                 | Beruf, bekannt als | Alter | Beleg |
| --- | ------------------------------------ | --- | ----- | ----- |
|     | Alv Knutsson                         | Großgrundbesitzer, Mitglied des Reichsrates und Häuptling                                                                                 |       |       |
|     | Veit Arnpeck                         | bayerischer Chronist |       |       |
|     | Pier Capponi                         | toskanischer Kaufmann, Diplomat, Politiker und Feldherr                                                                                   |       |       |
|     | Charles de Valois, comte d’Angoulême | Graf von Angoulême und Périgord |       |       |
|     | João Vaz Corte-Real                  | portugiesischer Seefahrer |       |       |
|     | Gerwin von Hameln                    | Kleriker, Stadtschreiber von Braunschweig und Büchersammler                                                                               |       |       |
|     | Wennemar von Hasenkamp               | deutscher Adeliger |       |       |
|     | Brand Hogefeld                       | deutscher Kaufmann und Ratsherr der Hansestadt Lübeck                                                                                     |       |       |
|     | Gongkar Künga Namgyel                | Gründer der Sakya-Unterschule der Gongkar-Tradition des tibetischen Buddhismus und des Klosters Gongkar Chöde (1464) (gong dkar chos sde) |       |       |
|     | Kait-Bay                             | Sultan der Mamluken in Ägypten (1468–1496)                                                                                                |       |       |
|     | Sigmund von Pappenheim               | Stammvater der Alezheimer Linie von Pappenheim                                                                                            |       |       |
|     | Piero del Pollaiuolo                 | italienischer Maler |       |       |
|     | Johannes Regis                       | franko-flämischer Komponist der frühen Renaissance                                                                                        |       |       |
|     | Ercole de’ Roberti                   | italienischer Maler der Renaissance |       |       |
|     | Gert van der Schuren                 | Sekretär am Hof des Klever Herzogs; Verfasser einer klevischen Chronik                                                                    |       |       |
|     | Margarete von Werdenberg             | Äbtissin des Damenstifts Buchau |       |       |